# Albert Janscheck
Albert Janscheck, auch Albert Janschek (* 10. August 1907; † 6. Januar 1976 in Salzburg) war ein österreichischer Schauspieler.

## Leben
Albert Janscheck war nach seiner Schauspielausbildung zuletzt nachweislich 1940 am Salzburger Landestheater engagiert.  
Ab dem Jahr 1939 wirkte er zudem auch in Filmproduktionen mit. Darunter befanden sich 1941 der nationalsozialistische Propagandafilm Über alles in der Welt, der heute in Deutschland als Vorbehaltsfilm nur unter strengen Voraussetzungen aufgeführt werden kann, aber auch die Komödie Hochzeitsnacht von Carl Boese mit Heli Finkenzeller, Geraldine Katt und Hans Fidesser und 1942 der Heimatfilm Der Hochtourist von Adolph Schlyssleder mit Joe Stöckel, Trude Hesterberg und Alice Treff. Bereits 1945 endete seine Filmlaufbahn als Schauspieler mit dem Spielfilm Die falsche Braut unter der Regie und Mitwirkung von Joe Stöckel. Neben Alfred Janscheck spielten Josef Eichheim, Elfriede Datzig und Margarete Haagen.
Darüber hinaus ist im Jahr 1957 eine Mitarbeit an dem Drehbuch (Idee) zu dem österreichischen Heimatfilm Almenrausch und Edelweiß zu verzeichnen.
Nach 1957 sind keine weiteren beruflichen Tätigkeiten mehr dokumentiert.

## Filmografie
- 1939: Drei wunderschöne Tage
- 1940: Das sündige Dorf
- 1941: Hochzeitsnacht
- 1941: Über alles in der Welt
- 1942: Der Hochtourist
- 1943: Peterle
- 1943: Die unheimliche Wandlung des Alex Roscher
- 1944: Die keusche Sünderin
- 1944: Ich bitte um Vollmacht
- 1945: Die falsche Braut